# Magirus
För andra betydelser, se Magirus (olika betydelser).

En äldre logo.

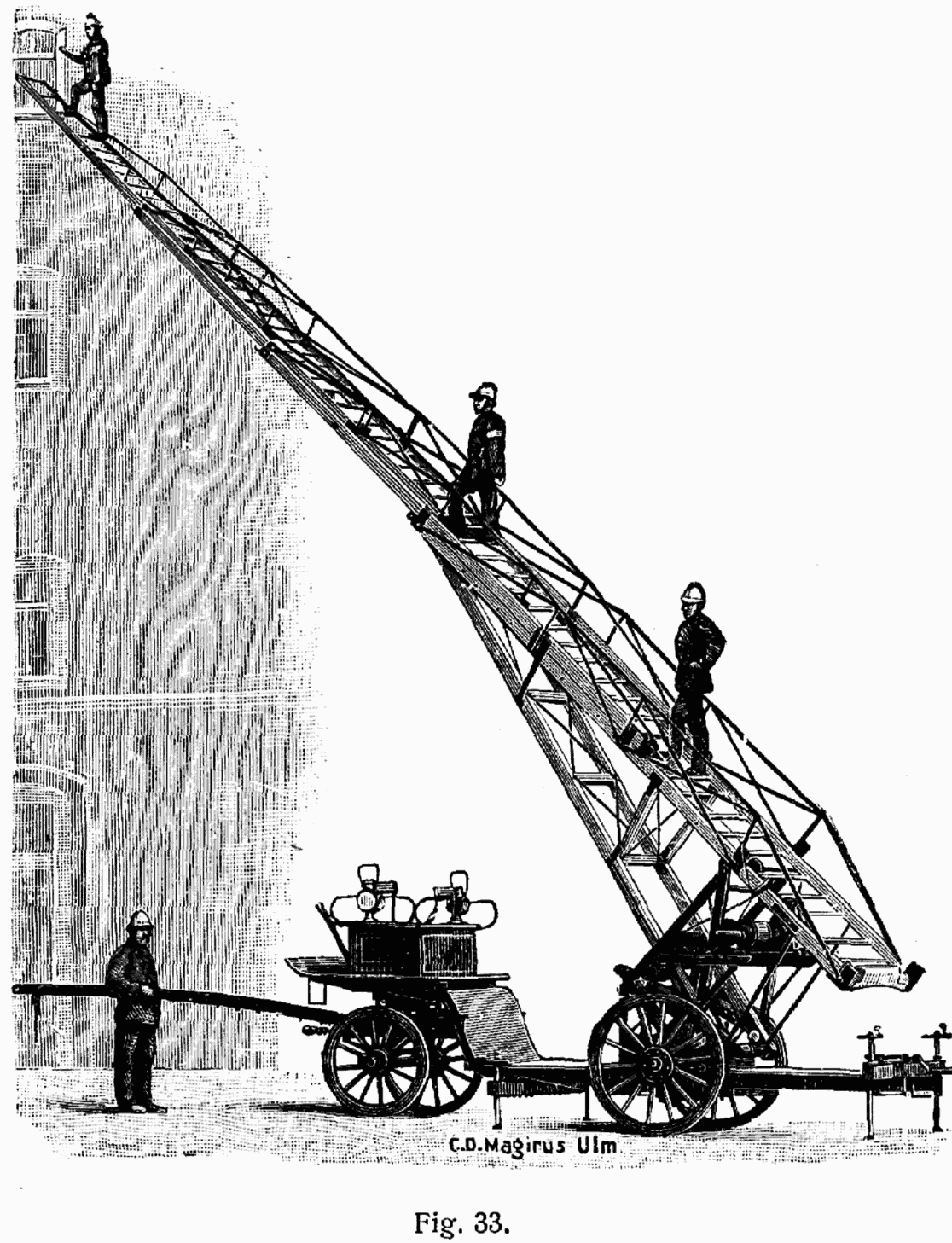
Magirusstege.

Magirus, Magirus Feuerwehrwerke, idag Iveco Magirus, är en tysk tillverkare av räddningstjänstverktyg i Ulm, tidigare lastbilstillverkare med lastbilar under namnen Magirus-Deutz senare en del av KHD. Idag ingår man i CNH Industrial.

## Historia
Företaget grundades av Conrad Dietrich Magirus. Under sin tid vid brandkåren i Ulm blev han en av de första att utveckla moderna brandbilar. Magirus är uppfinnaren av Magirusstegen som är en allmän benämning på en bilburen högstege som används av räddningstjänsten. Företaget Magirus började tillverka utrustning för brandkårer. Senare började man tillverka lastbilar och bussar.

## Lastbilstillverkningen
1936 fusionerades Magirus med Deutz AG i Köln och blev en del av Klöckner-Humboldt-Deutz. Företaget Magirus blev under 1970-talet en del av italienska Iveco.  Magirus är specialister på brandbilar och trots att märket delvis försvunnit finns många lastbilar (enbart med märket Magirus) kvar vid räddningstjänster runt om i Europa. Den svenska polisens första vattenkanon, levererad på 1950-talet,  var byggd av Magirus. Under Magirus sista år som självständigt företag hette man Magirus-Deutz. 
Idag finns man kvar som Iveco Magirus och Lohr-Magirus, och är avdelningen för tillverkning och utveckling av brandbilar och utrustning för räddningsstjänster inom Iveco.

## Bildgalleri

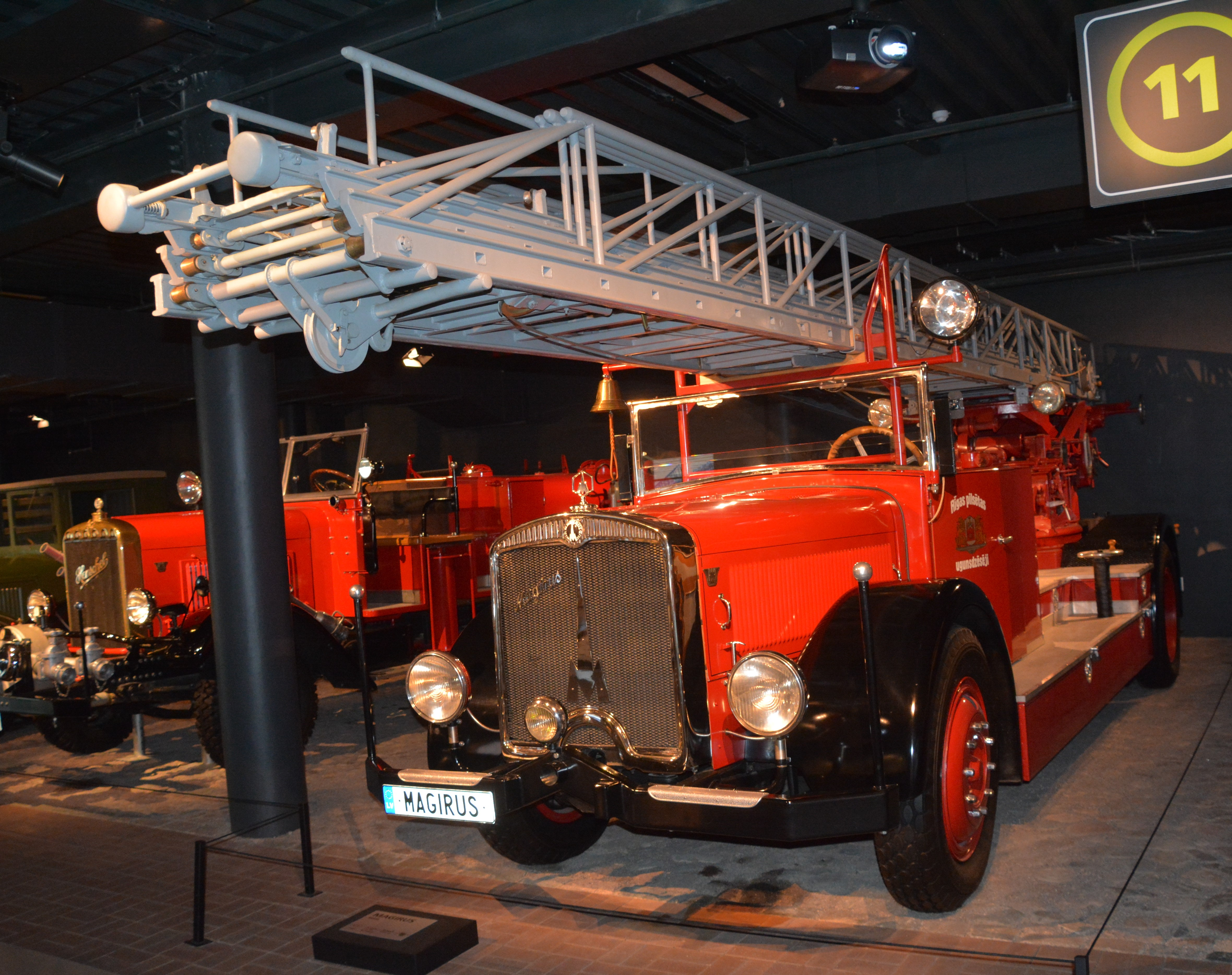
Magirus stegbil från 1935 på Rigas motormuseum
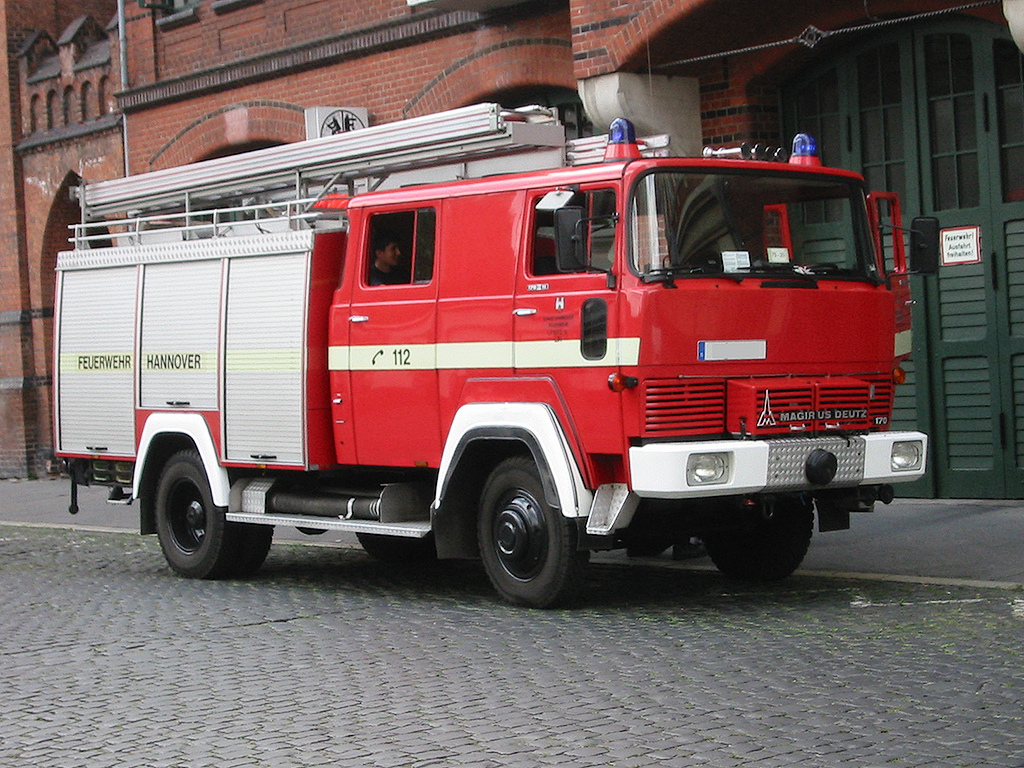
Äldre brandbil från Iveco-Magirus
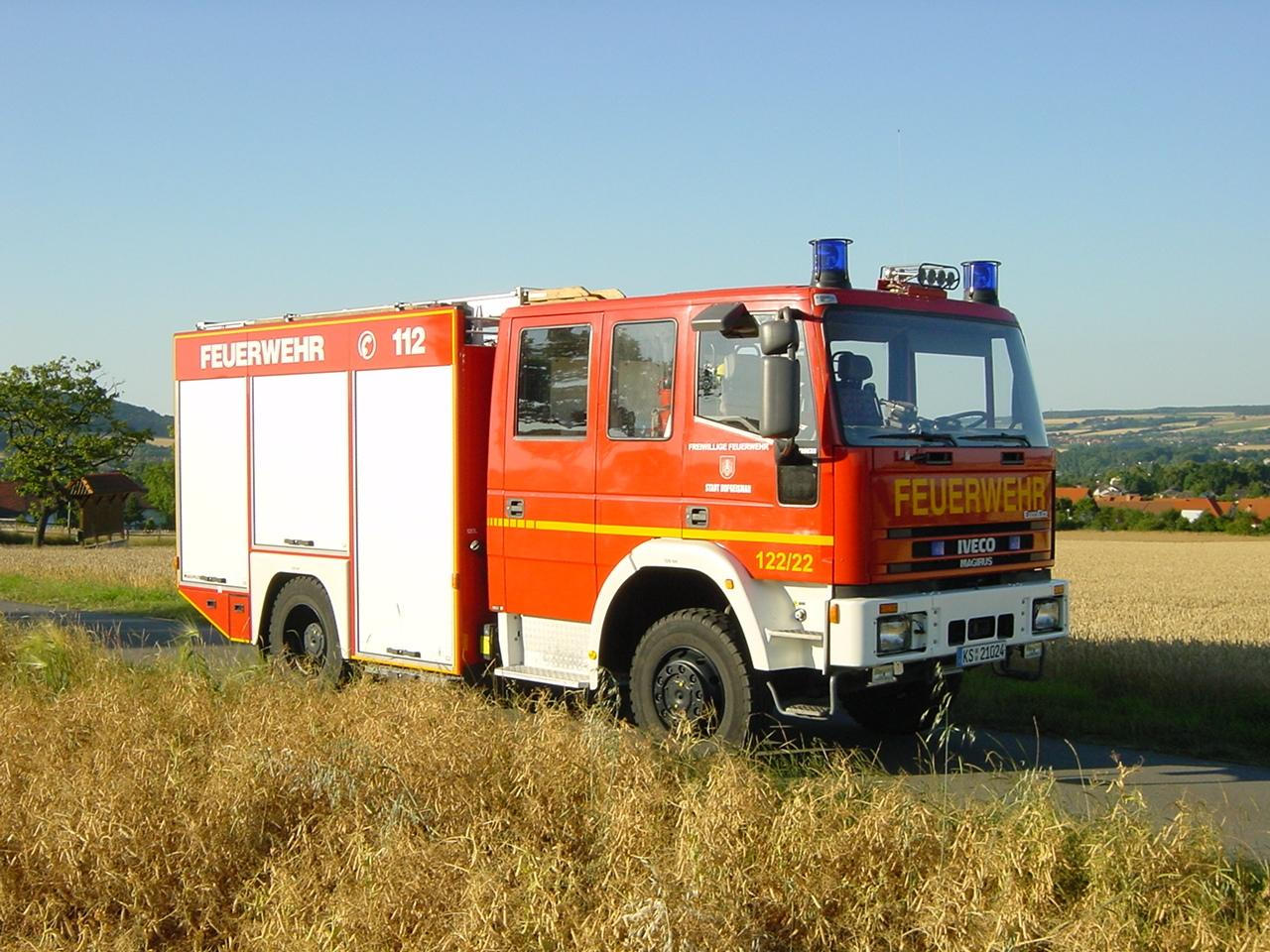
Brandbil från Iveco-Magirus.